# Saharastega
Saharastega – rodzaj płaza z rzędu temnospondyli. Żył pod koniec permu (późny czangsing, około 251 mln lat temu) na terenie dzisiejszej Afryki. Jego szczątki odnaleziono w formacji Moradi w północnym Nigrze.
Sidor i współpracownicy, którzy w 2005 opisali saharastegę, oceniają, że zarówno ona, jak i drugi odkryty wówczas płaz – Nigerpeton – są reliktami grup płazów przechodzących najsilniejszą radiację w karbonie, 40–90 mln lat wcześniej. Oba te płazy są znacznie bardziej prymitywne od innych płazów końca permu. Przypuszczalnie żyły one w odosobnionych oazach pustynnych, co tłumaczyłoby różnice pomiędzy nimi a innymi płazami tamtych czasów. Suchość terenu wyjaśnia również brak w tamtejszych osadach skamieniałości dicynodontów – najliczniejszej grupy zwierząt pod koniec ery paleozoicznej.
Długość saharastegi jest szacowana na podstawie czaszki na co najmniej 1,8 m. Z tyłu głowy znajdowały się niewielkie zakrzywione kolce. Saharastega miała również wiele niewielkich zębów.